# Comeback: Single Collection ’90–’94 (Bonnie Tyler)
Bonnie Tyler egy igen jónak ígérkező válogatásalbum, ami rossz időben jelent meg, mert a konkurens lemezkiadó válogatáslemeze nagyobb és erőteljesebb reklámkampánnyal zajlott a német nyelvű országokban és a sikeren Dieter Bohlen vadonatúj dala sem segített.

## A kiadványról
Az 1993-as The Very Best of Bonnie Tyler Volume 1.  hatalmas siker volt Nyugat- Európa szerte és sok Tyler rajongó megvásárolta, nem beszélve az azt követő Volume 2.-t is. Így talán érthető, miért nem ért el nagy toplista szaggató sikereket a minimálisnál. Ez az enyhe siker is Dieter Bohlennek tudható be, ugyanis Ő írt rá egy vadonatúj dalt Bonnienak. A Back Home egy igazán lendületes pop-rock/eurodisco dal, skót zenei kísérettel egy kellemes, üde dal, míg remix verziója erőteljes elektromos gitár kísérettel tempósabb, gyorsabb. De hallható ezen kívül még a listavezető dalai illetve a szintén új slágernek mondható, Asterix In America betétdal a Say Goodbye is. A lemez végén pedig két korábbi klasszikus, a Lost in France és az It’s a Heartache kapott helyet, amelyek Bonnie Tyler két legsikeresebb és legmagasabb helyezett dala a német toplistán.
A Comeback Single Collection egyébként azzal a nem titkolt céllal jött létre, hogy riválisa legyen a The Very Best Of 1. és 2. szériának. Míg a The Very Best Of lemez borítóihoz a korábbi maxi CD-k képeit használták fel és megvásárolták a jogokat a BMG-től, addig a Hansa egy teljesen új fotósorozatot készített Tylerrel a Comeback Single Collectionhöz. A Columbia és a Hansa is TV és rádió-reklámkampánnyal jelentette meg a kiadványokat. A CBS lemezén az "Aus der TV- und Funkwerbung" míg a BMG kiadványon "Aus der Funk- und TV Werbung" felirat olvasható. Nagyban hozzájárult a CBS sikeréhez, hogy a szövegkönyv több oldalas volt és Bonnie Tyler életrajzából és karriertörténetéből szemezgetett, bár a Volume 2. kiadvány belsejébe többnyire a Hansa lemezkiadótól megvásárolt képek kerültek bele illetve egy Sony ajándék kupon is került a tokba. A BMG-s rivális példány pedig egyszerű belső csomagolást kapott. A két lemezkiadó közötti "csata" a CBS javára dőlt, ugyanis amíg a Very Best Of lemezekből közel 1 millió fogyott el a német nyelvű országokban, addig a Comeback Single Collection-ből alig néhány százezer, hiába adták ki Japánban is. A két lemezkiadó ezután már nem koppintotta egymás ötletét, bár évről évre adtak ki válogatáslemezt Bonnie Tylertől egy illetve kétlemezes formában.

## Dalok
| #  | Dalcím                                      | Zeneszerző         | Producer           | Hossz |
| -- | ------------------------------------------- | ------------------ | ------------------ | ----- |
| 1  | Fools Lullaby (Radio Mix)                   | Dieter Bohlen      | Dieter Bohlen      | 3:51  |
| 2  | Bitterblue                                  | Dieter Bohlen      | Dieter Bohlen      | 3:55  |
| 3  | Back Home* (Radio Mix 1.)                   | Dieter Bohlen      | Dieter Bohlen      | 4:04  |
| 4  | Sally Comes Around                          | J. Blake           | Dieter Bohlen      | 3:40  |
| 5  | Say Goodbye* (Album Version)                | Harold Faltermeyer | Harold Faltermeyer | 3:29  |
| 6  | Against the Wind (Radio Version)            | Dieter Bohlen      | Dieter Bohlen      | 3:35  |
| 7  | Silhouette in Red                           | Dieter Bohlen      | Dieter Bohlen      | 3:50  |
| 8  | Angel Heart                                 | Dieter Bohlen      | Dieter Bohlen      | 3:49  |
| 9  | Send Me The Pillow                          | Dieter Bohlen      | Dieter Bohlen      | 3:35  |
| 10 | James Dean                                  | Dieter Bohlen      | Dieter Bohlen      | 3:13  |
| 11 | Stay                                        | S. Benson          | Dieter Bohlen      | 4:05  |
| 12 | Race To The Fire (Radio Mix)                | Dieter Bohlen      | Dieter Bohlen      | 3:55  |
| 13 | Fire In My Soul (Die Stadtindianer Version) | S. Benson          | Dieter Bohlen      | 4:39  |
| 14 | Call Me                                     | S. Benson          | Dieter Bohlen      | 3:55  |
| 15 | God Gave Love to You (Extended Mix)         | S.Benson           | Dieter Bohlen      | 4:31  |
| 16 | From the Bottom of My Lonely Heart          | Dieter Bohlen      | Dieter Bohlen      | 3:32  |
| 17 | It’s a Heartache                            | R.Scott / S. Wolfe | R.Scott / S. Wolfe | 3:35  |
| 18 | Lost in France                              | R.Scott / S. Wolfe | R.Scott / S. Wolfe | 3:55  |

## Kislemezek

### Say Goodbye – Asterix In Amerika OST
| # | Dalcím                          | Zeneszerző         | Producer           | Hossz |
| - | ------------------------------- | ------------------ | ------------------ | ----- |
| 1 | Say Goodbye (Radio Version)     | Harold Faltermeyer | Harold Faltermeyer | 3:25  |
| 2 | Say Goodbye (Classical Version) | Harold Faltermeyer | Harold Faltermeyer | 3:19  |
| 3 | Say Goodbye (Extended Version)  | Harold Faltermeyer | Harold Faltermeyer | 5:40  |

### Back Home
| # | Dalcím                   | Zeneszerző    | Producer      | Hossz |
| - | ------------------------ | ------------- | ------------- | ----- |
| 1 | Back Home (Radio Mix 1.) | Dieter Bohlen | Dieter Bohlen | 4:02  |
| 2 | Back Home (Radio Mix 2.) | Dieter Bohlen | Dieter Bohlen | 3:44  |
| 3 | Back Home (Instrumental) | Dieter Bohlen | Dieter Bohlen | 3:44  |